# Мадан, Адинамухаммад
Одинамухаммад Мадан, также Мадани Пангози (тадж. Одинамуҳаммад Авазмуҳаммад (Маъдан), узб. Маъдан Одинамуҳаммад Авазмуҳаммад ўғли, Maʼdan Odinamuhammad Avazmuhammad oʻgʻli) (1761, Шайдон, Ашт — 1838, Ашт) — таджикский поэт, публицист. Писал на таджикском и узбекском языках.

## Биография
Сведения о Мадане содержатся в антологии «Мажмуа-и шаиран» Фазли Намангани.
Настоящее имя Адина Мухаммад Аваз Мухаммад-угли. Родился в 1761 году в деревне Пангаз близ Ашта (современный Аштский район Согдийской области Таджикистана). Его семья едва сводила концы с концами. Адина Мухаммаду приходилось заниматься пастушеством у местных баев.
Отправился на обучение в школе известного педагога своего времени Муллы Мухаммад Амин Ходжи в соседней деревне Пунук. В годы учёбы начал писать стихи. Изначально подписывался псевдонимом Камина (покорный слуга), но затем выбрал псевдоним Мадан (минерал).
Несмотря на трудную жизнь, Мадан был общительным и веселым человеком. Прослыл острословом и в собраниях мужчин-односельчан рассказывал веселые анекдоты. В одном собрании, когда его попросили сочинить стихотворение с участием слов, семантически далеких друг от друга: гул (цветок), шамшер (меч), нон (лепёшка) и танбур (музыкальный инструмент), он экспромтом сочинил следующее рубаи:

Гул бар сарам неҳу рангам бин,
Шамшер ба дастам деҳу ҷангам бин.
Хамчу танбур ишками холи дорам,
Нон ба дастам деҳу оҳангам бин.

Перевод (с тадж.)
Вонзи в мою голову цветок и смотри на мой свет,
Дай мне в руки меч и смотри на мою борьбу.
Я из среды голодных наподобие танбура,
Дай мне в руки лепешку и послушай мой голос.

Хотя мало выходил за пределы Ашта, был известен литературным кругам в столице — Коканде, главным образом как Мадан Пангози.

## Наследие
По сведениям Фазли, Мадан составил диван. Считалось, что этот диван утерян. Долгое время были известны лишь его стихи, приведенные в антологии Фазли, а также опубликованные в 1908 году в Ташкенте в составе нескольких сборников. В 1962 году филологическая экспедиция обнаружила в его родной деревне Пангазе несколько его диванов, содержание которых серьёзно отличается друг от друга. Стихи, вошедшие в эти диваны, опубликованы лишь частично.
Как и многие поэты своего времени, Мадан писал на двух языках. В его таджикских стихах заметно влияние творчества Джами, Хилали, Бедиля. Узбекские стихи обнаруживают влияние Навои и Физули. Он написал несколько мухаммасов (подражаний) на газели Навои, в том числе на его известную газель «Менга номеҳрибон ёр…».
Часть его стихов можно отнести к суфийскому направлению восточной поэзии. В них он затрагивает вопросы мироздания, трудности жизненного пути и т. д.
Другая часть его стихов носит сатирический и публицистический характер. Он подвергает критике продажных чиновников, жалуется на своих современников, ставших мелочными и алчными. В мухаммасе под названием «Пангаз» он описывает, в какое состояние пришла его родная деревня Пангаз и прилегающее к ней село Шайдан. Он сравнивает чиновников с волками, а народ с баранами, и сожалеет о том, что в Пангазе более не будут цвести сады счастья и благополучия.
Стихи Мадана выдержаны в высоком стиле, их мелодичность строится на сложных формулировках и громких рифмах.